# Erazmo Barčić (1830.)
Erazmo Barčić st. (Rijeka, 9. lipnja 1830. – Rijeka, 5. travnja 1913.), hrvatski pravnik i političar.
 Otac je Erazma pl. Barčića-Japranskog mlađeg.

## Životopis
Gimnaziju je završio u Rijeci, a Pravoslovnu (Pravnu) akademiju u Zagrebu, a studirao je i u Padovi. Bio je sudac, a od 1876. do smrti odvjetnik u Rijeci, gdje je zastupao interes hrvatskoga građanstva. Više puta bio je zastupnik u Hrvatskom saboru od 1865. Isprva je bio pravaš (do raspada stranke 1895.), a kao protivnik Austro-Ugarske prihvaća jugoslavensku ideju. Objavio je mnoge političke članke i govore, a 1884. bio je jedan od izdavača lista Kvarner. Iste je godine izabran u Sabor kao zastupnik Bakra. Podržavao je Naprednjake, a nakon 1903. djelovao je u sklopu Hrvatsko-srpske koalicije, koju nije bezrezervno podržavao.
Kao najstariji zatupnik u Saboru bio je njegov predsjednik 1906. godine i tada je istaknuo da je "ljevičar, demokrat i sljedbenik Mazzinijevih ideja." 